# Donna (Mondkrater)
Donna ist ein sehr kleiner Krater auf der Mondvorderseite in der Ebene des Mare Tranquillitatis, südlich des Kraters Cauchy und nordwestlich von Zähringer.
Die namentliche Bezeichnung geht auf eine ursprünglich inoffizielle Bezeichnung auf Blatt 61D2/S1 der Topophotomap-Kartenserie der NASA zurück, die von der IAU 1979 übernommen wurde.